# Ochtinská aragonitová jaskyňa
Die Ochtinská aragonitová jaskyňa (deutsch Ochtinaer Aragonithöhle) befindet sich in der Slowakei, auf dem Gebiet der Gemeinde Ochtiná, am Revúcka vrchovina (deutsch Großrauschenbacher Bergland), zwischen den Bergen Štítnik und Hrádok. Sie wurde zufällig 1954 während der Vortriebsarbeiten an einem geologischen Erkundungsstollen entdeckt. Sie ist weltweit einzigartig. Es sind nur drei ähnliche Höhlen der Öffentlichkeit zugänglich – in Mexiko und Argentinien. Von den 300 Metern Gesamtlänge sind seit 1972 230 Meter zugänglich.
Eine Besonderheit dieser Höhle ist, dass sie nicht durch Strömungsaktivitäten eines Wasserlaufes entstand, sondern durch die Korrosionswirkung des Oberflächenwassers, das durch ein Risssystem im linsenförmigen Karbonatgesteinskörper (Marmor) durchsickerte, der von Phyllitgestein umschlossen ist. Das Karbonatgestein wurde im späten Mesozoikums unter Zutritt gelöster Eisenverbindungen hydrothermal teilweise in Ankerit und Siderit umgewandelt. Das Sickerwasser ließ diese Eisenminerale verwittern und wandelte sie dabei in Ocker um. Der kristalline Aufwuchs von Eisenmineralen ist an den Höhlenwänden sichtbar.
Die Höhle besteht aus 10 kleinen Räumen. Die Milchstraße wird für den schönsten Saal der Höhle gehalten. Sie wurde nach einem langen Riss in der Decke, der mit vielen kleinen „Aragonitensternchen“ bezogen ist, benannt. Die Vielfalt an Formen der Aragonitkristalle und Sinterformen (wie z. B. Nadel-, Spiral- und Nierenformen) kann man auch in anderen Räumen, wie z. B. im Tiefen Dom, Sternensaal, Ovalgang und Zaubergang, bewundern.

Kristallwachstum an der Höhlenwand
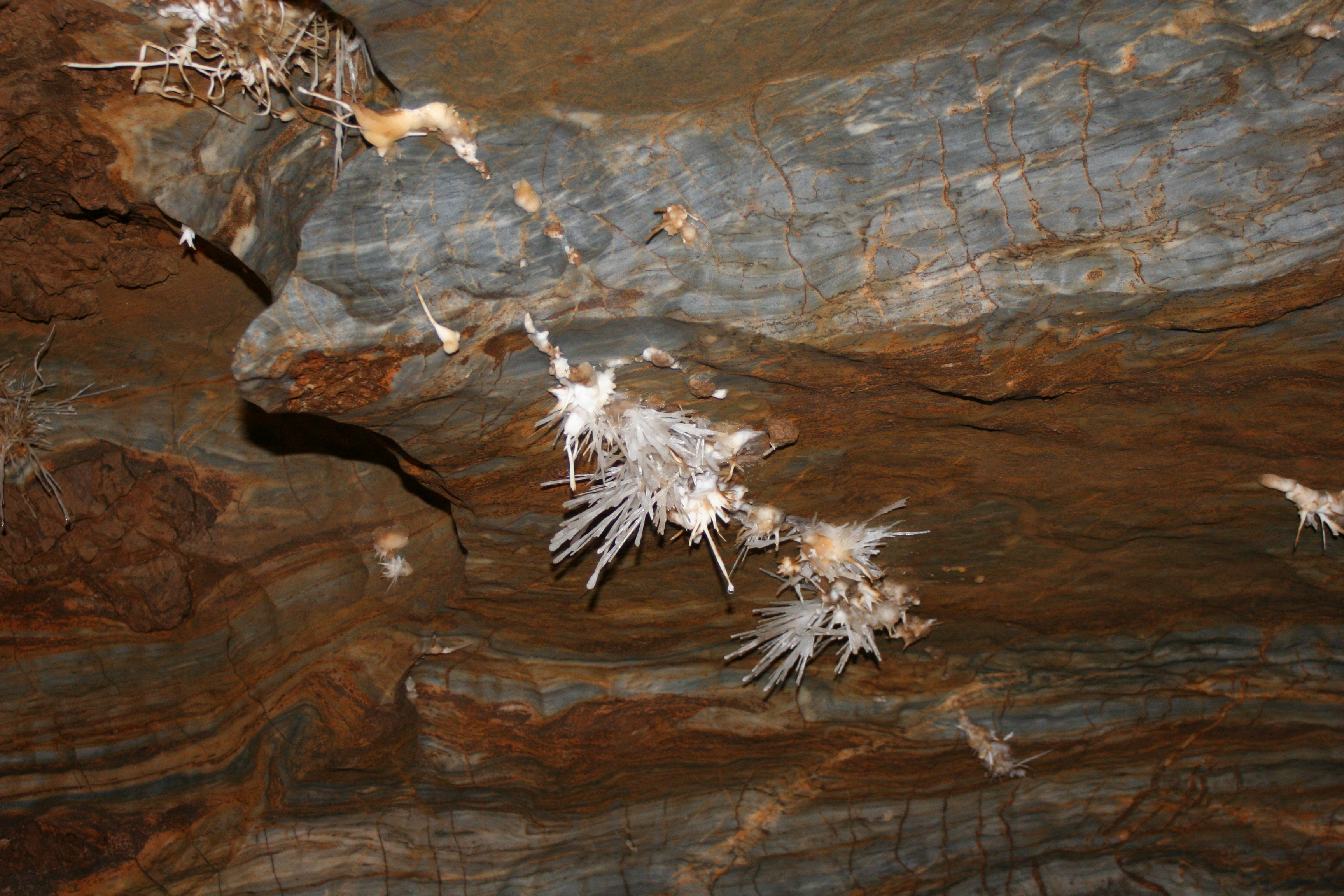
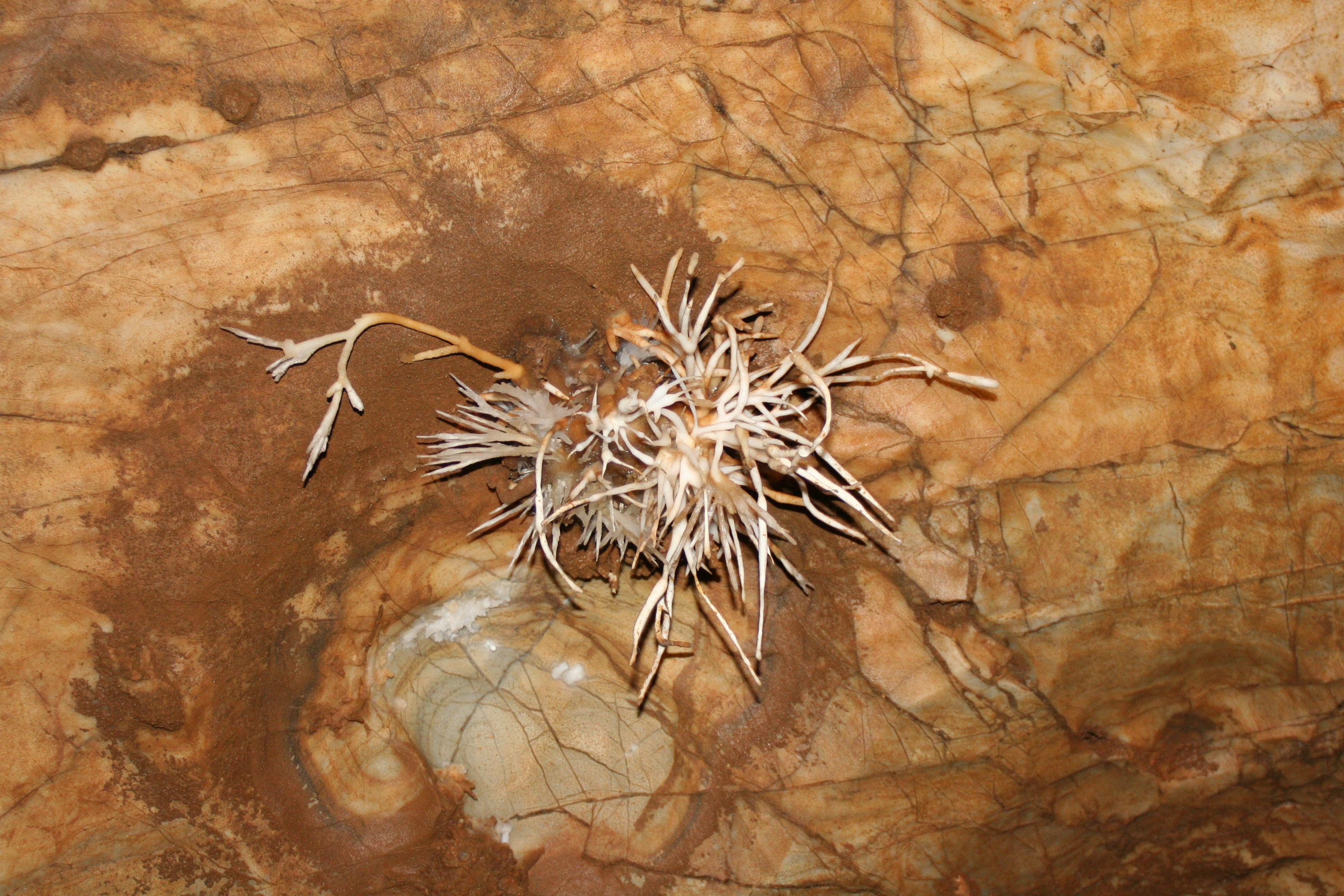
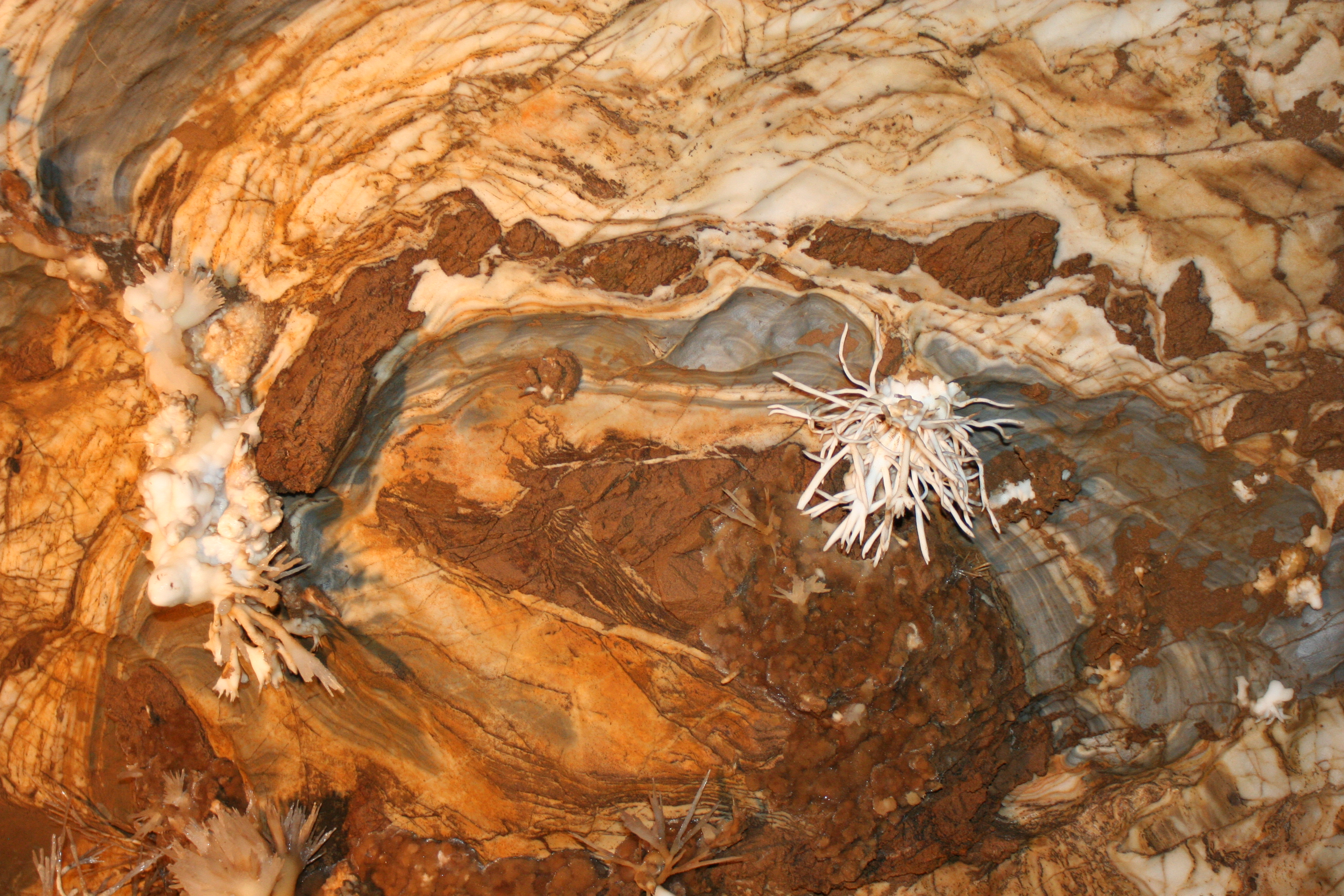
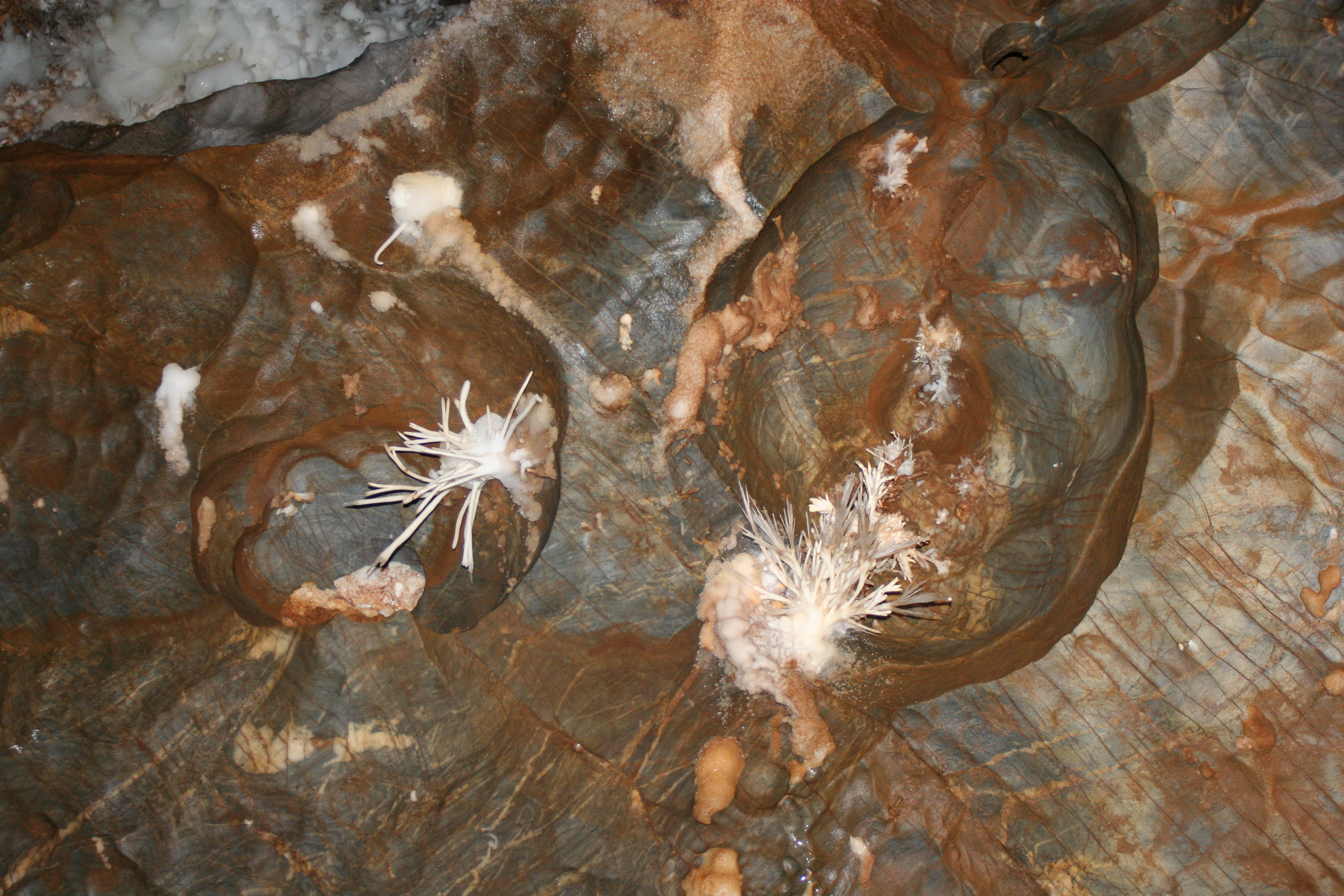